# Walther Wever
Walter Wever (11. listopadu 1887 Wilhelmsort, Německé císařství – 3. června 1936 Drážďany, Třetí říše) byl německý generál a velitel štábu Luftwaffe. Patřil k zastáncům teorie strategického bombardování italského generála Giulia Douheta.

## Předválečné období a první světová válka
Walter Wever se narodil 11. listopadu roku 1887 v městě Wilhelsort v Prusku (dnes v severním Polsku). Jeho otec Arnold Wever byl ředitelem banky v Berlíně a vnukem pruského vojenského prokurátora generála Dr. Karla Georga Wevera. Walter Wever podle rodinné tradice vstoupil do armády a během první světové války sloužil napřed jako adjutant velitele 21. pěší brigády a od roku 1915 jako štábní důstojník sboru a od podzimu 1917 v OHL (vrchní velení Německého císařství).

## Výmarská republika a Třetí říše
Po válce vystřídal řadu štábních postů a při nástupu nacistů k moci měl hodnost plukovníka. 1. září 1933 byl jmenován vedoucím kanceláře pro letecké operace u říšského ministerstva letectví (RLM) a po znovuobnovení vojenského letectva jej Hermann Göring 1. března 1935 převelel jako náčelníka štábu Luftwaffe. Už na ministerstvu začal vyvíjet prototyp strategického bombardéru (projekt Uralbomber, na který posléze navázal roku 1938 projekt Amerikabomber) ve spolupráci s firmou Junkers (Junkers Ju 89) a Dornier (Dornier Do 19).
Wever byl přesvědčen, že Luftwaffe musí být schopna vést samostatné operace. Dle jeho představy měla Luftwaffe vést letecké útoky na cíle v tomto pořadí:
1. Zbrojní tovární komplexy a energetická základna.
2. Silniční a železniční infrastruktura.
3. Vojenské, námořní a letecké základny.
4. Podpora pozemních a námořních sil.

Umístění přímé podpory ostatních zbraní na poslední místo jasně demonstrovalo Weverovo vnímání letectva jako strategické zbraně určené k podlomení bojeschopnosti nepřítele tím, že mu napřed zničí zbrojní průmysl, poté rozvrátí komunikace a zničí základny a nikoliv jako „létajícího dělostřelectva“ pro pozemní vojsko.

## Smrt
Dne 3. června 1936 letěl generál Wever do Drážďan, aby navštívil tamní leteckou akademii. Jeho letoun Heinkel He 70 však havaroval na místním letišti a generál Wever v něm spolu se svým kopilotem našel smrt. S ním tak prakticky zemřela i jeho myšlenka strategického letectva a místo toho se prosadila střemhlavá utopie, kterou hlásal Göringův vrchní zbrojmistr Ernst Udet. Shodou okolností ve stejný den vypsalo ministerstvo letectví zadání na těžký Bombardér A, který se zhmotnil v podobě Heinkelu He 177. Protože však Udet kategoricky trval na tom, aby i tento bombardér byl schopen střemhlavého letu, opozdil se jeho vývoj a do Luftwaffe byl zařazen až v roce 1942.